# Meioneta lophophor
Meioneta lophophor là một loài nhện trong họ Linyphiidae.
Loài này thuộc chi Meioneta. Meioneta lophophor được Ralph Vary Chamberlin & Wilton Ivie miêu tả năm 1933.